# Wytheville
Wytheville es la capital del Condado de Wythe, Virginia, Estados Unidos. Según el censo de 2000 tenía una población de 7.804 habitantes y una densidad de población de 211,2 hab/km².
En la ciudad se celebra el Festival Chautauqua, que tiene lugar el tercer fin de semana de junio de cada año desde 1985. El festival incluye conciertos en vivo, números de magia , artes y artesanías, paseos en globo , danza, actividades para los niños, etc. El Festival se celebra en el Elizabeth Brown Memorial Park y está patrocinado por el condado, la ciudad y el Wythe Arts Council.

## Demografía
Según el censo del 2000, Wytheville tenía 7.804 habitantes, 3.504 viviendas, y 2.112 familias. La densidad de población era de 211,2 habitantes por km².
De las 3.504 viviendas en un 22,9%  vivían niños de menos de 18 años, en un 43,4%  vivían parejas casadas, en un 13,6% mujeres solteras, y en un 39,7% no eran unidades familiares. En el 36,2% de las viviendas  vivían personas solas el 16,3% de las cuales correspondía a personas de 65 años o más que vivían solas. El número medio de personas viviendo en cada vivienda era de 2,11 y el número medio de personas que vivían en cada familia era de 2,72.
Por edades la población se repartía de la siguiente manera: un 19,3% tenía menos de 18 años, un 6,9% entre 18 y 24, un 25,3% entre 25 y 44, un 25,6% de 45 a 60 y un 22,8% 65 años o más.
La edad media era de 44 años.  Por cada 100 mujeres de 18 o más años  había 75,2 hombres.
La renta media por vivienda era de 28.043$ y la renta media por familia de 41.513$. Los hombres tenían una renta media de 28.160$ mientras que las mujeres 21.282$. La renta per cápita de la población era de 20.223$. En torno al 10% de las familias y el 14,6% de la población estaban por debajo del umbral de pobreza.

## Localidades adyacentes
El siguiente diagrama muestra a las localidades más próximas a Wytheville.